# Microsoft Exchange Server
Microsoft Exchange Server is een groupwareserver van Microsoft. Het product is een concurrent voor Lotus Notes/Domino server van IBM, Novell Groupwise van Novell en het wordt ook belaagd door enkele Linuxservers, zoals Zimbra, Scalix en Zarafa. Microsoft Exchange wordt veel gebruikt in grote bedrijven die werken met software van Microsoft. Microsoft Exchange verwerkt onder andere e-mail, en is dus ook een mailserver.

## Geschiedenis
Microsoft Exchange Server is een platform dat is ontwikkeld door Microsoft Corporation voor e-mail, planning en samenwerking binnen organisaties. Sinds de eerste release in 1996 heeft Exchange Server een lange geschiedenis van ontwikkeling en evolutie doorgemaakt.
In 1996 werd Microsoft Exchange Server 4.0 gelanceerd als opvolger van Microsoft Mail en Microsoft Schedule+. Het introduceerde functionaliteiten zoals e-mail, planning en samenwerking voor organisaties.
In latere versies van Exchange Server zijn er voortdurend verbeteringen en nieuwe functies toegevoegd. Bij elke release werden prestaties, schaalbaarheid, beveiliging en beheer verbeterd om te voldoen aan de groeiende behoeften van organisaties.
Microsoft Exchange Server heeft ook belangrijke mijlpalen bereikt, zoals de introductie van Outlook Web Access, een webgebaseerde interface voor toegang tot e-mails en agenda's, en de integratie van geavanceerde functies zoals geïntegreerde voicemail en Unified Messaging.
Elke nieuwe versie van Exchange Server heeft bijgedragen aan de groeiende populariteit en het succes ervan als een essentieel hulpmiddel voor communicatie en samenwerking binnen organisaties. De software is uitgegroeid tot een robuust platform dat ondersteuning biedt voor grote hoeveelheden e-mailverkeer, agenda's, contacten en andere samenwerkingsmogelijkheden.
Tegenwoordig wordt Microsoft Exchange Server wereldwijd gebruikt door organisaties van verschillende groottes en sectoren, variërend van kleine bedrijven tot grote ondernemingen. Het platform blijft zich ontwikkelen en evolueren om te voldoen aan de veranderende behoeften van moderne organisaties op het gebied van communicatie en samenwerking.

## Versies
| Jaar | Versie | Kenmerken |
| ---- | ------ | --- |
| 1996 | 4.0    | Opvolger van Microsoft Mail en Microsoft Schedule+. Ondersteuning voor e-mail, planning en samenwerking binnen organisaties.                                                                               |
| 1997 | 5.0    | Verbeterde prestaties, schaalbaarheid en betrouwbaarheid. Nieuwe webmailinterface, bekend als Outlook Web Access.                                                                                          |
| 2000 | 2000   | Onderdeel van de nieuwe generatie van het Windows 2000 Server-besturingssysteem. Verbeterde beveiligingsfuncties, mogelijkheid informatie op mobiele apparaten te synchroniseren.                          |
| 2003 | 2003   | Samen met Microsoft Office 2003. Verbeterde beveiliging, betere prestaties en verbeterde samenwerkingsmogelijkheden.                                                                                       |
| 2007 | 2007   | Nieuwe architectuur met de naam "Exchange Server roles". Geavanceerdere functies, zoals geïntegreerde voicemail en Unified Messaging.                                                                      |
| 2010 | 2010   | Verbeteringen op het gebied van schaalbaarheid, betrouwbaarheid en beheer. Nieuwe webgebaseerde beheerinterface genaamd Exchange Control Panel.                                                            |
| 2013 | 2013   | Onderdeel van de nieuwe generatie van het Windows Server-besturingssysteem. Verbeterde e-mailopslag, hogere beschikbaarheid en verbeterde ondersteuning voor mobiele apparaten.                            |
| 2016 | 2016   | Samen met Microsoft Office 2016. Verbeterde beveiliging, betere samenwerkingsopties en een vereenvoudigde architectuur ten opzichte van eerdere versies.                                                   |
| 2019 | 2019   | Verbeteringen op het gebied van prestaties, schaalbaarheid en beveiliging. Betere ondersteuning voor hybride implementaties, waarbij een combinatie van lokale servers en de cloud service wordt gebruikt. |

Microsoft kondigde in 2021 aan dat Microsoft Exchange Server 2022 in ontwikkeling is. Deze versie is uiteindelijk nooit uitgekomen. De volgende versie komt waarschijnlijk in 2025.

## Gebruik
Microsoft Exchange Server werkt samen met tal van cliëntprogramma’s, zowel in POP3, IMAP als de speciale Exchangemode voor gebruik met Microsoft Outlook.
Voor de meer gevorderde mogelijkheden is de Microsoft Outlook-client geschikt om samen te werken met Microsoft Exchange Server, maar ook Evolution kan gebruikt worden. Hierdoor komen alle mogelijkheden tot zijn recht zoals (gedeelde) agenda's, gezamenlijke adreslijst, uitgebreide e-mailmogelijkheden, enz

## Hacking
Microsoft Exchange Server is niet ongevoelig voor hacking, zoals onder meer bleek uit het NarcoFiles-onderzoek: een nagelaten update veroorzaakte een kwetsbaarheid in het systeem, waarlangs hackers toegang kregen tot de gegevens. 

## Trivia
- to exchange betekent "uitwisselen" in het Engels, en het zelfstandig naamwoord exchange betekent "centrale" (zoals in telefooncentrale).
- Exchange wordt ook gebruikt in Microsofts cloudproduct Microsoft 365 (voorheen Office 365).